# Sanctus
El Sanctus (en español: Santo) llamado antiguamente Trisagio es la aclamación litúrgica con la que se cierra el Præfatio en el rito romano y que corresponde a la parte denominada Ordinario dentro de la susodicha liturgia. Es usado también en todos los ritos litúrgicos católicos y en los ortodoxos.
El Sanctus sigue el carácter general del Prefacio, al que va postpuesto: es una alabanza de latría, y corresponde a las palabras que los ángeles tributaban a Dios en Isaías 6:3. La parte inicial se refiere también a Ap 4,8.
El texto de la segunda parte, el Benedictus, está tomado del Evangelio de san Mateo 21:9, en el contexto de la entrada triunfal de Jesús en Jerusalén el Domingo de Ramos.
Al formar parte del Ordinario, hay muchas versiones musicales de esta pieza.

## Versiones

### Latín y español
Su texto latino y su traducción literal es como sigue:
```
Sanctus, Sanctus, Sanctus,
              Santo, Santo, Santo,
    
Dominus Deus, Sabaoth.
                  Señor Dios de los Ejércitos.
    
Pleni sunt coeli et terra gloria tua.
   El cielo y la tierra están llenos de tu gloria.
    
Hosanna in excelsis.
                    ¡Hosanna! en las Alturas.
    
Benedictus qui venit in nomine Domini
   Bendito el que viene en nombre del Señor.
    
Hosanna in excelsis.
                    ¡Hosanna! en las Alturas.
```

La oración incluida en el Ordinario de la Misa en español es el siguiente:
```
Santo, Santo, Santo es el Señor,

    
Dios del Universo.

    
Llenos están el cielo y la tierra de tu gloria.

    
Hosanna en el cielo.

    
Bendito el que viene en nombre del Señor.

    
Hosanna en el cielo.
```

### Griego
Su texto griego es el siguiente:
```
Ἅγιος, ἅγιος, ἅγιος Κύριος Σαβαώθ·             
Hágios, hágios, hágios, Kýrios Sabaṓth;
                                                                                              πλήρης ὁ οὐρανὸς καὶ ἡ γῆ τῆς δόξης σου,       
plḗrēs ho ouranós kaí hē gê tês dóxēs sou,
                                                                                        ὡσαννὰ ἐν τοῖς ὑψίστοις.                       
hōsanná en toîs hupsístois.
                                                                                             Εὐλογημένος ὁ ἐρχόμενος ἐν ὀνόματι Κυρίου.     
Eulogēménos ho erkhómenos en onómati Kyríou.
                                                                                                 Ὡσαννὰ (ὁ) ἐν τοῖς ὑψίστοις.                   
Hōsanná (ho) en toîs hupsístois.
```